# Nguyễn Châu Thanh
Nguyễn Châu Thanh (sinh năm 1954) là một sĩ quan cấp cao trong Quân đội nhân dân Việt Nam, hàm Trung tướng. Ông nguyên là Phó Bí thư Đảng ủy, Chủ nhiệm Tổng cục Kỹ thuật (2008–2015).

## Thân thế và binh nghiệp
Nguyễn Châu Thanh sinh năm 1954, quê quán: Xã An Tịnh, huyện Trảng Bàng, Tỉnh Tây Ninh.
Năm 1968, ông gia nhập lực lượng vũ trang tỉnh. Sau đó ông được biên chế tại Sư đoàn 9, Bộ Tư lệnh Miền.
Năm 1973, ông cùng chị gái Mai Thanh và gia đình ra Bắc ôn thi đại học.
Năm 1975, thi đỗ vào trường Đại học Kỹ thuật Quân sự (Khóa 10), hệ đào tạo Kỹ sư Quân sự, ngành cơ khí chế tạo máy.
Năm 1979, ông được cử đi học tại Đức.
Năm 1980, ông tốt nghiệp ngành cơ khí chế tạo máy tại Đức, phong quân hàm Trung úy, về nước được tổ chức điều động về nhận công tác tại Xí nghiệp Liên hợp Z751, Tổng cục Kỹ thuật lần lượt giữ các chức vụ như Trợ lý Kỹ thuật, Phó Quản đốc, Quản đốc Phân xưởng.
Năm 1988, bổ nhiệm giữ chức vụ Phó Giám đốc Xưởng Z73, Cục Kỹ thuật, Quân khu 7. (nay là Xưởng Z735)
Năm 1993, bổ nhiệm giữ chức vụ Trợ lý Phòng Xe-Máy, Cục Kỹ thuật, Quân khu 7, thăng quân hàm Trung tá.
Năm 1995, bổ nhiệm giữ chức vụ Phó Trưởng phòng Xe-Máy, Cục Kỹ thuật, Quân khu 7.
Năm 1997, bổ nhiệm giữ chức vụ Trưởng phòng Xe-Máy, Cục Kỹ thuật, Quân khu 7, thăng quân hàm Thượng tá.
Năm 2000, bổ nhiệm giữ chức vụ Phó Cục trưởng Cục Kỹ thuật, Quân khu 7.
Năm 2001, thăng quân hàm Đại tá
Năm 2002, bổ nhiệm giữ chức vụ Cục trưởng Cục Kỹ thuật, Quân khu 7.
Năm 2005, bổ nhiệm giữ chức vụ Phó Chủ nhiệm kiêm Tham mưu trưởng, Tổng cục Kỹ thuật.
Năm 2008, bổ nhiệm giữ chức vụ Chủ nhiệm Tổng cục Kỹ thuật, Phó Bí thư Đảng ủy Tổng cục.
Tháng 6 năm 2015, ông nghỉ chờ hưu.

## Lịch sử thụ phong quân hàm
| Quân hàm | Tập tin:Vietnam People's Army Lieutenant.jpg | Tập tin:Vietnam People's Army Senior Lieutenant.jpg | Tập tin:Vietnam People's Army Captain.jpg | Tập tin:Vietnam People's Army Major.jpg | Tập tin:Vietnam People's Army Lieutenant Colonel.jpg | Tập tin:Vietnam People's Army Colonel.jpg | Tập tin:Vietnam People's Army Senior Colonel.jpg | Tập tin:Vietnam People's Army Major General.jpg | Tập tin:Vietnam People's Army Lieutenant General.jpg |  |  |
| Cấp bậc  | Trung úy                                     | Thượng úy                                           | Đại úy                                    | Thiếu tá                                | Trung tá                                             | Thượng tá                                 | Đại tá                                           | Thiếu tướng                                     | Trung tướng                                          |  |  |
|          |                                              |                                                     |                                           |                                         |                                                      |                                           |                                                  |                                                 |                                                      |  |  |

## Gia đình
- Chị gái: Nguyễn Thị Mai Thanh, sinh năm 1952[2][3] nguyên Tổng Giám đốc Tổng Công ty Cổ phần Cơ điện lạnh.
- Ông là con trai của Trung tướng Nguyễn Thới Bưng.[4] nguyên Thứ trưởng Bộ Quốc phòng Việt Nam.